# Living Game
Living Game (jap. りびんぐゲーム, ribingu gēmu) ist eine Manga-Serie des japanischen Zeichners Mochiru Hoshisato. Sie lässt sich dem Seinen-Genre zuordnen und handelt von einer sich langsam entwickelnden Liebesbeziehung.

## Handlung
Der 25-jährige Raizō Fuwa (不破 雷蔵) lebt in einer kleinen Wohnung und will umziehen. Bei seiner Arbeit in einem kleinen Unternehmen ist er der jüngste, weswegen ihn niemand respektiert. Nachdem er endlich das Geld zusammengespart hat, zieht er in eine neue Wohnung. Auch seine Arbeitsstelle will umziehen, doch das Hochhaus, in dem das Unternehmen angesiedelt werden sollte, wird durch ein Erdbeben beschädigt. Deswegen wird gegen Fuwas Willen beschlossen, die Arbeit in Fuwas neuer Wohnung weiterzuführen.
Außerdem soll das Unternehmen neuen Zuwachs bekommen. Fuwa soll den neuen Angestellten, das Kind eines Freundes der Chefin, am Bahnhof abholen und stellt fest, dass der Zuwachs ein 15-jähriges Mädchen namens Izumi Hiyama (氷山 一角) ist. Er freundet sich ein wenig mit ihr an und hilft ihr bei der Wohnungssuche in Tokio, doch eine Wohnung alleine für ein 15-jähriges Mädchen zu finden, stellt sich als nicht besonders einfach heraus. Schließlich muss und will Izumi bei Fuwa leben.

## Veröffentlichungen
Living Game erschien in Japan von Oktober 1990 bis April 1993 in Einzelkapiteln im Manga-Magazin Big Comic Spirits. Der Shogakukan-Verlag veröffentlichte diese Einzelkapitel auch in zehn Sammelbänden. 1997 erschien eine siebenbändige Neuauflage des Mangas als Bunkoban.